# Eurytoma ephedrae
Eurytoma ephedrae is een vliesvleugelig insect uit de familie Eurytomidae. De wetenschappelijke naam is voor het eerst geldig gepubliceerd in 2006 door Narendran & Prabha Sharma.